# Raymond Micha
Raymond Micha (Stavelot, 19 juni 1910 - 11 juli 2006) was een Belgische dirigent, componist en muziekleraar.
Micha was afkomstig uit een muzikale familie. Zo was zijn grootvader een bekende klarinettist en kwamen in zijn familie verscheidene orkestdirigenten voor. Reeds als kind kreeg hij muziekonderwijs van zijn vader en zijn oom. Later ontving hij ook muzikaal onderricht van Joseph Jongen.
Micha studeerde muziek en was onder meer werkzaam als muziekleraar op diverse middelbare scholen in Stavelot, Spa en Malmedy. Voorts leidde hij talloze koren en muziekensembles. In 1958 richtte hij het Festival van Stavelot op dat gezaghebbend werd op het gebied van kamermuziek. Ook heeft hij diverse muziekwerken tot stand gebracht.
Vanwege zijn muzikale verdiensten was hij ereburger van de plaatsen Malmedy en Stavelot.
Raymond Micha stierf op 96-jarige leeftijd.